# Aiguebelle

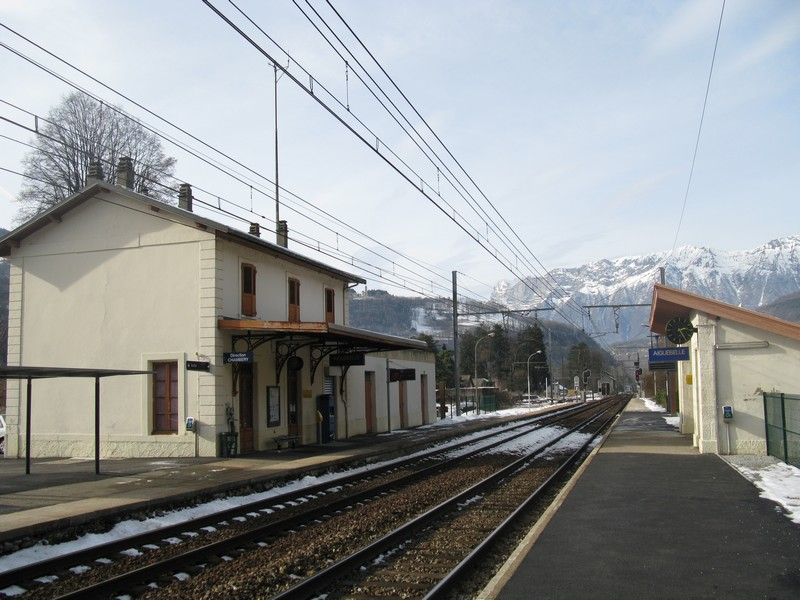
Estación de ferrocarril de Aiguebelle

 Aiguebelle  es una población y comuna francesa, en la región de Ródano-Alpes, departamento de Saboya, en el distrito de Saint-Jean-de-Maurienne y cantón de Aiguebelle.

## Demografía
| 1091 | 1173 | 1064 | 1044 | 848 | 901 |
| Para los censos de 1962 a 1999 la población legal corresponde a la población sin duplicidades (Fuente: INSEE [Consultar]) |      |      |      |     |     |